# 요비코미군

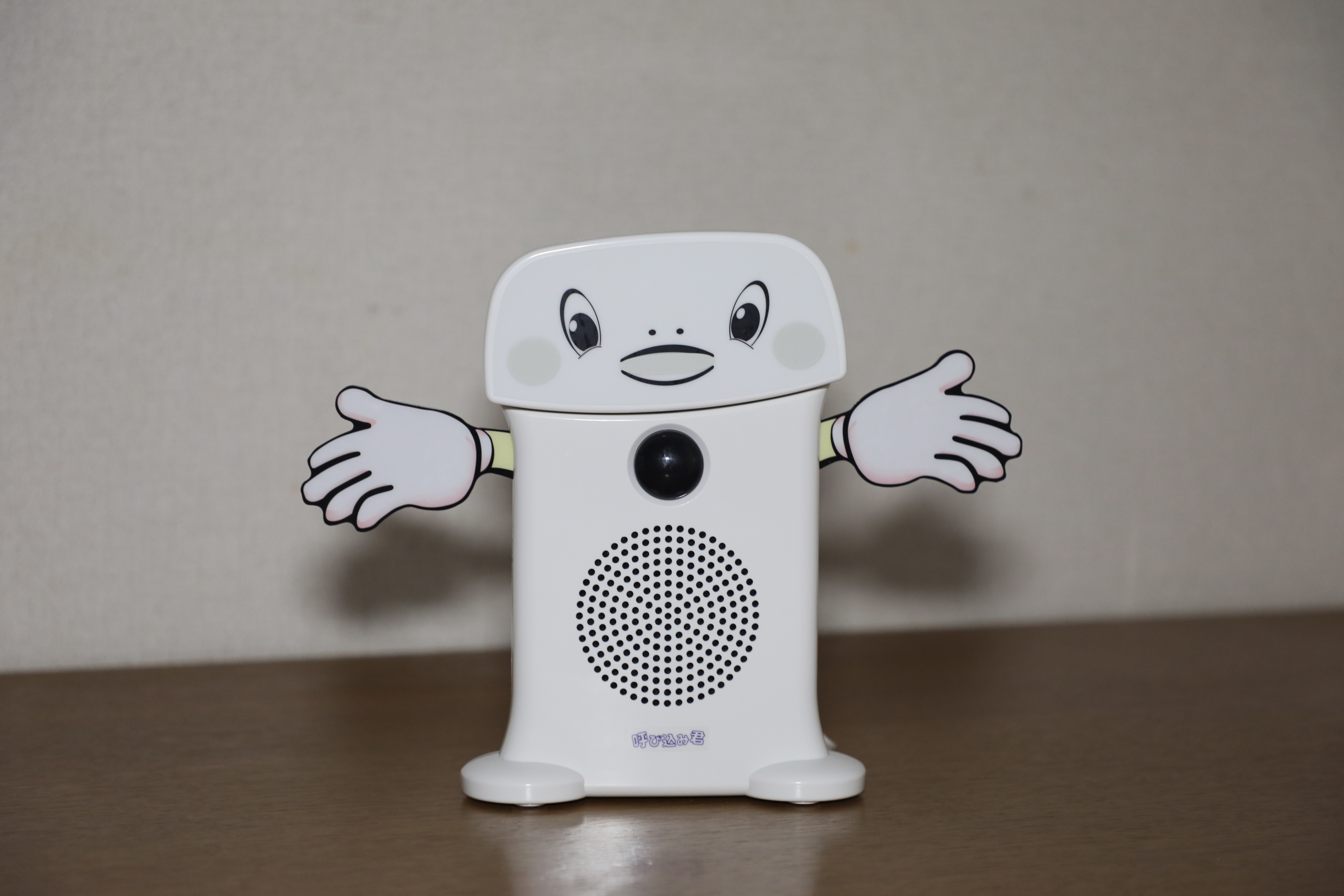
요비코미군

요비코미군(呼び込み君)는 군마 전기에서 판매하는 메모리식 음성 POP(음성 팝, 녹음 재생기)로서, 동사의 등록상표(제4423682호)이다. 슈퍼마켓의 반찬 코너 등 개별 판매 코너에서 판매 촉진을 위한 상품 안내 자동 재생에, 그 전까지 사용되어 왔던 카세트테이프식이 내구성이 떨어짐에 따라 이를 대체하기 위해 2000년에 개발되었다. 2018년 기준으로 4만 대가 출하되고 있다.
사전에 녹음된 상품 설명 등의 음성과 전용 BGM의 재생, 그리고 이들의 동시 재생이 가능하며, 내장된 인체 감지 센서에 의해 방문객의 움직임과 연동시키는 것도 가능하다.
상품 진열대에 설치하는 것을 전제로 하며, 캐릭터를 본뜬 손 모양의 장식이 되어 있다. 또한 얼굴 부분은 눈과 입이 그려진 타입과, '어서 오세요', '특가 상품' 등의 LED식 팝을 부착할 수 있는 타입 두 가지가 존재한다.
점포가 저작권을 신경 쓰지 않고 BGM을 재생할 수 있도록 전용 멜로디를 탈착할 수 있는 메모리 카드 형태로 제공되고 있다. 전용 멜로디는 같은 군마현 내에서 지역을 대상으로 한 광고송 제작을 담당하는 기획사의 인물이 작곡한 것으로, 표준으로 제공되는 곡은 보사노바풍의 「No.2」와 업템포풍의 「No.4」 두 곡이다. 이 중 「No.4」는 인터넷 상에서 포포오포포포포 등의 표현으로 화제가 되었으며, 벨소리로까지 배포되었다.
음악 배포 사업을 운영하는 USEN의 키타자와 신지는 “저렴한 느낌을 주는 음악과 진열된 특가 상품이 ‘호객君=저렴한 상품’이라는 인상을 형성하여 판매 확대에 연결되고 있는 것이 아닌가”라고 분석하고 있다.
또한, 본 BGM은 사회인 야구 응원가로도 사용되고 있으며, 2022년에 개최된 제47회 사회인 야구 일본 선수권 대회에서는 출전한 시코쿠은행 경식야구부가 본 BGM을 사용하였다.
덧붙여, 「No.4」 곡은 2022년 9월 1일 자로 음성 상표로 등록되어 있다(등록번호 제6608744호).